# 中國大陸旅客香港購物貨不對辦問題
中國大陸旅客香港購物貨不對辦問題是指一些中國大陸的國內旅客參加香港零團費旅行團後，報稱被強迫到一些以誤導手法售賣冒牌貨品的商戶消費到一定金額。

## 歷史
旅遊業是香港經濟的四大支柱之一。在鄰近發展中地區，屢見不鮮出現黑心產品之時， 「香港製造」是一個品牌，是香港經濟轉營的唯一出路。可惜，害群之馬在過去時有被發現，香港政府及業界都相信此類只是個別事件，只要給予黑店「口頭警告」，以及教育遊客「小心」便可。由於香港旅遊業是香港經濟命脈，香港傳媒也不便描黑之。直至轉捩點，中央電視台《經濟半小時》跟隨內地到香港旅行團放蛇，之後在全國性廣播中，報導香港旅遊業的黑材料。其後有關的某香港商店充滿自信，高調回應，相信此仍一場誤會而已，期望只運用公關機器，化解是次風波。

## 部分事件
- 皇室鐘錶珠寶：售賣冒牌手表[1]
- 香港（免稅品）數碼攝影器材中心售賣聲稱是日本品牌富士，其實是「Fujimart」（富仕美）的攝錄機。[2]
- 紅磡鑽工業國際珠寶店：中國大陸鍍金首飾附ITALY字樣。[3]

## 影響
優質旅遊服務協會主席李子良批評，事件嚴重影響香港形象，希望香港特別行政區政府正視問題。

## 相關

### 組織
- 中國中央電視臺《經濟半小時》
- 香港旅遊業議會
- 香港海關
- 香港消費者委員會：總幹事呼籲懷疑有關事件的內地旅客要主動向委員會投訴，不過在過去一個月委員會只收到十件相關個案。

### 其他
- 香港法例《商品說明條例》第362章
- 退貨保証
- 冒牌貨
- 零團費
- 定點購物
- 銷後服務
- 合約精神

## 外部参考
- 2007年4月3日：海關調查商舖有否違反《商品說明條例》（页面存档备份，存于）